# گورن لاگان
گورن لاگان (به ژاپنی: 天元突破グレンラガン Tengen Toppa Guren Ragan، به انگلیسی: Tengen Toppa Gurren Lagann) نام یک مجموعه تلویزیونی انیمه به کارگردانی هیرویوکی ایماایچی، از محصولات استودیو گایناکس است.
این مجموعه برای اولین بار در ۲۷ قسمت، از ۱ آوریل تا ۳۰ سپتامبر ۲۰۰۷ از شبکهٔ تی‌وی توکیو پخش شد.
گورن لاگان در هفتمین مراسم Tokyo Anime Awards در سال ۲۰۰۸، به‌همراه دنو کویل برندهٔ جایزهٔ بهترین مجموعهٔ تلویزیونی شد.

## جوایز
- هفتمین مراسم Tokyo Anime Awards در سال ۲۰۰۸:[۱]
  - برندهٔ جایزهٔ بهترین مجموعهٔ تلویزیونی
  - برندهٔ جایزهٔ بهترین طراحی شخصیت (آتسوشی نیشیگوری)
- یازدهمین جشنوارهٔ Japan Media Arts در سال ۲۰۰۷:[۲]
  - برندهٔ جایزهٔ برتر (Excellence Prize) در بخش انیمیشن